# St. Leonhard am Hornerwald
St. Leonhard am Hornerwald é um município da Áustria localizado no distrito de Krems-Land, no estado de Baixa Áustria.